# Hayate (1925)
El Hayate (疾風 vendaval?) fue un destructor de la clase Kamikaze. Sirvió en la Armada Imperial Japonesa durante la segunda guerra sino-japonesa y la Segunda Guerra Mundial. 

## Historia
El Hayate tiene el dudoso honor de ser la primera unidad naval japonesa de superficie en resultar hundida durante la Segunda Guerra Mundial. Como parte de los seis destructores de escolta de la 29ª División de Destructores asignados a la fuerza de invasión de la Isla Wake, en la llamada Batalla de la Isla Wake fue alcanzado al menos por dos proyectiles de 127 mm desde las baterías costeras que la defendían. Los pañoles de munición resultaron alcanzados, causando una explosión que destrozó al destructor y lo hizo hundirse en dos minutos con toda su tripulación de 168 hombres, en la posición (19°10′N 166°22′E / 19.167, 166.367).